# 김제태
김제태(1934년 12월 14일~)는 대한민국의 정치인이다. 제13대 국회의원을 지냈다.

## 역대 선거 결과
|  | 46.51% |

|  | 21.15% |